# ماکدا
ماکدا (به اسپانیایی: Maqueda) یک شهرستان در اسپانیا است که در استان تولدو واقع شده‌است.

## خصوصیات
ماکدا ۷۸ کیلومترمربع مساحت و ۵۴۴ نفر جمعیت دارد و ۵۰۱ متر بالاتر از سطح دریا واقع شده‌است.